# Dwight Davis (baloncestista)
Dwight E. Davis (Houston, Texas; 11 de octubre de 1949) es un exjugador de baloncesto estadounidense que jugó durante 5 temporadas en la NBA. Con 2,03 metros de altura, lo hacía en la posición de alero.

## Trayectoria deportiva

### Universidad
Jugó tres temporadas con los Cougars de la Universidad de Houston, donde promedió 20,7 puntos y 11,4 rebotes por partido. Fue el primer Cougar en alcanzar los 100 tapones en una temporada, y figura en séptima posición entre los mejores anotadores de la universidad, y entre los cinco mejores reboteadores. Fue incluido en 1972 en el segundo equipo All-American.

### Profesional
Fue elegido en la tercera posición del Draft de la NBA de 1972 por Cleveland Cavaliers, donde en su primera temporada como profesional promedió 9,4 puntos y 7,0 rebotes, lo que le valió para ser incluido en el mejor quinteto de rookies de la NBA. Al año siguiente completaría su mejor temporada en la liga, al acabar con 12,5 puntos y 8,5 rebotes por encuentro, el mejor de su equipo en este último aspecto.
Antes del comienzo de la temporada 1975-76 fue traspasado a Golden State Warriors a cambio de dos futuras rondas del draft. Allí, Rick Barry y Jamaal Wilkes le cerraron el paso a la titularidad, jugando poco más de 10 minutos por partido en las dos temporadas que permaneció en el equipo, tras las cuales se retiraría definitivamente. En el total de su carrera promedió 8,6 puntos y 5,9 rebotes por noche.

## Estadísticas de su carrera en la NBA

### Temporada regular
| Temp.   | Edad | Equipo    | Liga | P   | TIT | MIN  | TC  | TCA  | %TC  | 3P | 3PA | %3P | TL  | TLA | %TL  | R.OF. | R.DEF. | REB | ASIS | ROB | TAP | PER | FP  | PTS  |
| 1972-73 | 23   | Cleveland | NBA  | 81  |     | 26.6 | 3.6 | 9.2  | .392 |    |     |     | 2.2 | 2.7 | .793 |       |        | 7.0 | 1.5  |     |     |     | 3.7 | 9.4  |
| 1973-74 | 24   | Cleveland | NBA  | 76  |     | 32.6 | 4.9 | 11.3 | .436 |    |     |     | 2.6 | 3.6 | .719 | 2.3   | 6.2    | 8.5 | 2.4  | 0.8 | 1.0 |     | 3.8 | 12.5 |
| 1974-75 | 25   | Cleveland | NBA  | 78  |     | 25.2 | 3.8 | 8.5  | .443 |    |     |     | 2.3 | 3.1 | .718 | 1.4   | 4.6    | 5.9 | 1.9  | 0.6 | 0.5 |     | 3.3 | 9.8  |
| 1975-76 | 26   | G.State   | NBA  | 72  |     | 12.0 | 1.5 | 3.7  | .413 |    |     |     | 1.1 | 1.6 | .690 | 1.2   | 1.9    | 3.1 | 0.6  | 0.3 | 0.4 |     | 2.0 | 4.2  |
| 1976-77 | 27   | G.State   | NBA  | 33  |     | 16.7 | 1.7 | 3.8  | .444 |    |     |     | 1.5 | 2.2 | .681 | 1.0   | 1.8    | 2.9 | 0.9  | 0.3 | 0.2 |     | 2.8 | 4.8  |
| Total   |      |           | NBA  | 340 |     | 23.6 | 3.3 | 7.9  | .423 |    |     |     | 2.0 | 2.7 | .730 | 1.6   | 4.0    | 5.9 | 1.6  | 0.5 | 0.6 |     | 3.2 | 8.6  |

### Playoffs
| Temp.   | Edad | Equipo  | Liga | P  | MIN | TCA | TC | 3PA | 3P | TLA | TL | R.OF. | REB | ASIS | ROB | TAP | PER | FP | PTS | %TC  | %3P | %FT  | MIN  | PTS | REB | AST |
| 1975-76 | 26   | G.State | NBA  | 11 | 142 | 16  | 37 |     |    | 18  | 22 | 9     | 28  | 10   | 3   | 4   |     | 28 | 50  | .432 |     | .818 | 12.9 | 4.5 | 2.5 | 0.9 |
| Total   |      |         | NBA  | 11 | 142 | 16  | 37 |     |    | 18  | 22 | 9     | 28  | 10   | 3   | 4   |     | 28 | 50  | .432 |     | .818 | 12.9 | 4.5 | 2.5 | 0.9 |